# Copa da Ásia Sub-17
O Campeonato Asiático Sub-16 é uma competição de futebol, organizada pela Confederação Asiática de Futebol (AFC), realizada uma vez a cada dois anos na a Ásia. As equipes Sub-16 de cada país disputam o título e também a classificação para o Campeonato Mundial de Futebol Sub-17. Os 4 melhores países se qualificam para participar do Mundial. Até 2006, foi realizada como um torneio Sub-17.

## Resultados
| Ano           | País-sede              | Final              | Final  | Final                  | Disputa de Terceiro Lugar | Disputa de Terceiro Lugar | Disputa de Terceiro Lugar |
| Ano           | País-sede              | Campeão            | Placar | Vice-campeão           | 3o. Lugar                 | Placar                    | 4o. Lugar                 |
| ------------- | ---------------------- | ------------------ | ------ | ---------------------- | ------------------------- | ------------------------- | ------------------------- |
| 1985 Detalhes | Catar                  | Arábia Saudita     | 4 – 3  | Qatar                  | Iraque                    | 1 – 0                     | Tailândia                 |
| 1986 Detalhes | Catar                  | Coreia do Sul      | 0 – 0  | Qatar                  | Arábia Saudita            | 2 – 0                     | Coreia do Norte           |
| 1986 Detalhes | Catar                  | 5 - 4 nos pênaltis |        |                        | Arábia Saudita            | 2 – 0                     | Coreia do Norte           |
| 1988 Detalhes | Tailândia              | Arábia Saudita     | 2 – 0  | Bahrein                | China                     | 1 – 1                     | Iraque                    |
| 1988 Detalhes | Tailândia              | Arábia Saudita     | 2 – 0  | Bahrein                | 4 – 3 nos pênaltis        |                           |                           |
| 1990 Detalhes | Emirados Árabes Unidos | Qatar              | 2 – 0  | Emirados Árabes Unidos | China                     | 5 – 0                     | Indonésia                 |
| 1992 Detalhes | Arábia Saudita         | China              | 2 – 2  | Qatar                  | Arábia Saudita            | 2 – 1                     | Coreia do Norte           |
| 1992 Detalhes | Arábia Saudita         | 8 – 7 nos pênaltis |        |                        | Arábia Saudita            | 2 – 1                     | Coreia do Norte           |
| 1994 Detalhes | Catar                  | Japão              | 1 – 0  | Qatar                  | Omã                       | 3 – 2                     | Bahrein                   |
| 1996 Detalhes | Tailândia              | Omã                | 1 – 0  | Tailândia              | Bahrein                   | 0 – 0                     | Japão                     |
| 1996 Detalhes | Tailândia              | Omã                | 1 – 0  | Tailândia              | 4 – 1 nos pênaltis        |                           |                           |
| 1998 Detalhes | Catar                  | Tailândia          | 1 – 1  | Qatar                  | Bahrein                   | 5 – 1                     | Coreia do Sul             |
| 1998 Detalhes | Catar                  | 3 – 2 nos pênaltis |        |                        | Bahrein                   | 5 – 1                     | Coreia do Sul             |
| 2000 Detalhes | Vietname               | Omã                | 1 – 0  | Irã                    | Japão                     | 4 – 2                     | Vietnã                    |
| 2002 Detalhes | Emirados Árabes Unidos | Coreia do Sul      | 1 – 1  | Iêmen                  | China                     | 1 – 0                     | Uzbequistão               |
| 2002 Detalhes | Emirados Árabes Unidos | 5 – 3 nos pênaltis |        |                        | China                     | 1 – 0                     | Uzbequistão               |
| 2004 Detalhes | Japão                  | China              | 1 – 0  | Coreia do Norte        | Qatar                     | 2 – 1                     | Irã                       |
| 2006 Detalhes | Singapura              | Japão              | 4 – 2  | Coreia do Norte        | Tadjiquistão              | 3 – 3                     | Síria                     |
| 2006 Detalhes | Singapura              | Japão              | 4 – 2  | Coreia do Norte        | 5 – 4 nos pênaltis        |                           |                           |
| 2008 Detalhes | Uzbequistão            | Irã                | 2 – 1  | Coreia do Sul          | Emirados Árabes Unidos    | n/a(1)                    | Japão                     |
| 2010 Detalhes | Uzbequistão            | Coreia do Norte    | 2 – 0  | Uzbequistão            | Austrália                 | n/a(1)                    | Japão                     |
| 2012 Detalhes | Irão                   | Uzbequistão        | 1 – 1  | Japão                  | Irã                       | n/a(1)                    | Iraque                    |
| 2012 Detalhes | Irão                   | 3 - 1 nos pênaltis |        |                        | Irã                       | n/a(1)                    | Iraque                    |
| 2014 Detalhes | Tailândia              | Coreia do Norte    | 2 – 1  | Coreia do Sul          | Austrália                 | n/a(1)                    | Síria                     |
| 2016 Detalhes | Índia                  | Iraque             | 0 – 0  | Irã                    | Japão                     | n/a(1)                    | Coreia do Norte           |
| 2016 Detalhes | Índia                  | 4 – 3 nos pênaltis |        |                        | Japão                     | n/a(1)                    | Coreia do Norte           |
| 2018 Detalhes | Malásia                | Japão              | 1 – 0  | Tajiquistão            | Austrália                 | n/a(1)                    | Coreia do Sul             |
| 2023 Detalhes | Tailândia              | Japão              | 3 – 0  | Coreia do Sul          | Irã                       | n/a(1)                    | Uzbequistão               |
| 2025 Detalhes | Arábia Saudita         | Uzbequistão        | 1 – 0  | Arábia Saudita         | Coreia do Norte           | n/a(1)                    | Coreia do Sul             |

## Conquistas por país
| Equipe                 | Títulos                    | Vices                            |
| ---------------------- | -------------------------- | -------------------------------- |
| Japão                  | 4 (1994, 2006, 2018, 2023) | 1 (2012)                         |
| Coreia do Sul          | 2 (1986, 2002)             | 3 (2008, 2014, 2023)             |
| Coreia do Norte        | 2 (2010, 2014)             | 2 (2004 e 2006)                  |
| Arábia Saudita         | 2 (1985, 1988)             | 1 (2025)                         |
| Omã                    | 2 (1996, 2000)             | –                                |
| China                  | 2 (1992, 2004)             | –                                |
| Uzbequistão            | 2 (2012, 2025)             | 1 (2010)                         |
| Catar                  | 1 (1990)                   | 5 (1985, 1986, 1992, 1994, 1998) |
| Irã                    | 1 (2008)                   | 2 (2000, 2016)                   |
| Tailândia              | 1 (1998)                   | 1 (1996)                         |
| Iraque                 | 1 (2016)                   | –                                |
| Bahrein                | –                          | 1 (1988)                         |
| Emirados Árabes Unidos | –                          | 1 (1990)                         |
| Iêmen                  | –                          | 1 (2002)                         |